# 圓徳寺 (大阪市生野区)
圓徳寺（えんとくじ）は、大阪府大阪市生野区にある真宗大谷派の寺院。

## 歴史
長享2年（1488年）、郷士・上場（うえば）又三郎正欽（またさぶろうまさのり）が、蓮如を招き、自邸を寺に改めて創建された。
正欽は当時、大地村（現在の大阪市生野区巽中３丁目、４丁目付近）に居住していた地侍で、室町幕府第９代将軍＝足利義尚の配下に属し、江州の坂本に於いて佐々木高頼と戦い、その後、世の中の無常を感じ、本願寺第８世の蓮如上人に帰依して僧侶となり、名を法欽と給わった。そして、自宅を寺としたのが始まりである。
室町時代、足利義尚ゆかりの寺。
元亀元年（1570年）、本願寺十一世・顕如上人の時に、石山合戦が勃発し、当時の圓徳寺第4代目住職・了法が門徒を引き連れ加勢した。
この時、了法の忠勤が抜群だった為、顕如上人より『顕』の一字を給わり、了法を顕了と改めた。
以後、圓徳寺は代々の住職が『顕』の字を名前に用いる事が許された。
昭和63年（1988年）に圓徳寺開創500年を迎えたため、前年より本堂の大改修が行われた。
また、平成10年（1998年）には、山門（大門）や釣鐘堂の大改修が行われた。
令和元年（2019年）10月20日、第19代目に住職が継職された。
第18代目の住職は、文学博士の上場顕雄（うえば あきお / けんゆう）氏。

## 伽藍
太鼓堂、釣鐘堂、本堂など。

## 文化財
◯井原西鶴が著した「椀久一世の物語」に圓徳寺が登場する。
今も圓徳寺には、椀屋久右衛門寄進の朱塗りの椀家具セット・十人前が多くの寺宝とともに所蔵されている。
◯六字名号（南無阿弥陀仏）
◯親鸞聖人絵像
◯聖徳太子絵像
以下、省略。
◯圓徳寺の銀杏の木・楠の木は、大阪市の保存樹に指定されている。